# Trosa-Vagnhärads Skyttegille

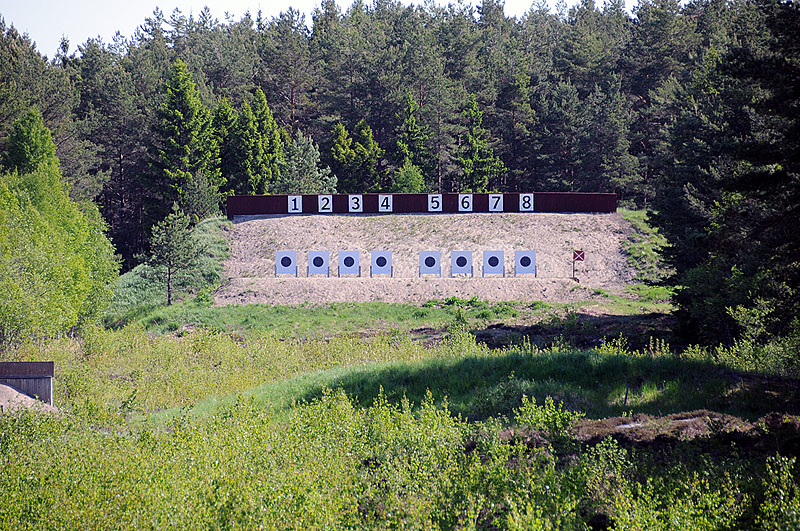
Trosa-Vagnhärads Skyttegilles 300-metersbana

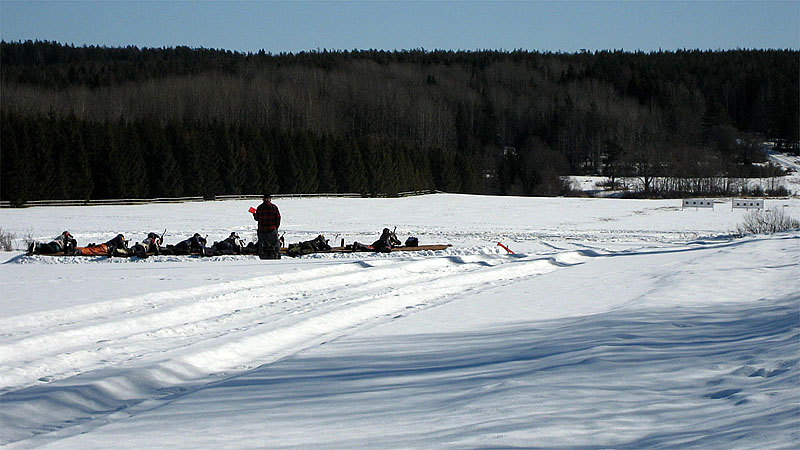
Fältskytte 6,5 mm i Stockholm

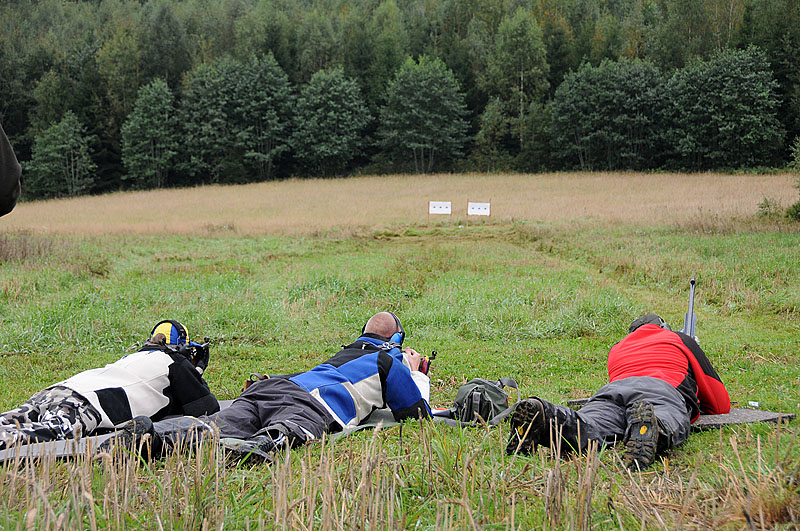
Korthållsfältskytte 22lr i Vagnhärad

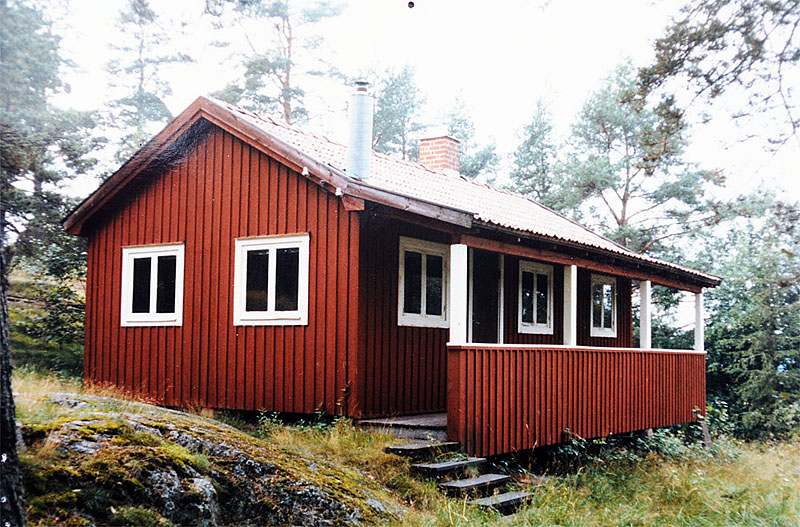
Gamla skyttepaviljongen vid Trostorp

Trosa-Vagnhärads Skyttegille är en skytteförening i östra Södermanland och är medlem i Svenska Skyttesportförbundet. 
Föreningens skjutbana och huvudanläggning ligger vid Trosalands skyttecentrum utmed vägen mellan Trosa och Vagnhärad. Skjutbanan består av en 300-metersbana, en 200-metersbana, en 50 meters korthållsbana och dessutom en klubbstuga. Samtliga banor har en skjuthall där skjutplatserna ligger under tak. 	
Trosa-Vagnhärads Skyttegille bedriver aktivitet inom fyra skyttegrenar:
- Gevär 6,5 mm bana. Här skjuter man med mausergevär, kaliber 6,5 mm på 10-ringad tavla och skjutavståndet är 300 meter.

- Gevär 6,5 mm fältskytte. Fältskytte tränas vid skjutbanan men tävlingarna bedrivs främst i terrängen på olika platser i Mellansverige.

- Gevär korthåll bana. Här skjuter man med korthållsgevär kaliber 22lr på 10-ringad tavla och skjutavståndet är 50 meter.

- Gevär korthåll fältskytte. Korthållsfältskytte tränas vid skjutbanan, men på samma sätt som för fältskytte 6,5 mm så bedrivs tävlingarna främst i terrängen på olika platser i Mellansverige

## Historik
Trosa Skyttegille bildades år 1900 och Vagnhärads Skytteförening bildades 1940. Föreningarna gick ihop till Trosa-Vagnhärads Skyttegille 1961 och verksamheten fortsatte vid Vagnhärads Skjutbana som då låg vid Trostorp. År 1983 drogs vägen mellan Vagnhärad och Trosa om så att den gick tvärs över skjutbanan. Detta resulterade i att en ny skjutbana byggdes vid Trosalands Skyttecentrum. Den invigdes 1985.